# Anacroneuria cipriano
Anacroneuria cipriano är en bäcksländeart som beskrevs av Maria del Carmen Zúñiga och Rojas 1999. Anacroneuria cipriano ingår i släktet Anacroneuria och familjen jättebäcksländor. Inga underarter finns listade i Catalogue of Life.